# يونوت رامبا
يونوت رامبا (بالرومانية: Ionuț Ramba)‏ مواليد 8 فبراير 1991 في رومانيا، هو لاعب كرة يد روماني يلعب كظهير أيسر. يلعب حاليا مع نادي لمغو لكرة اليد ويحمل الرقم 8. مثل منتخب رومانيا لكرة اليد.

## المسيرة الاحترافية
لعب مع شتينتسا مونيكيبال ديدمان باكاو في الدوري الروماني في سنة 2014، ثم لعب مع نادي أودريهيو سكويسك لكرة اليد في موسم 2014–2015، ثم لعب مع مينور بايا ماري في الدوري الروماني في سنة 2015، ثم لعب مع نادي لمغو لكرة اليد في الدوري الألماني في سنة 2015.